# ام‌کی-۹۴۷۰
ام‌کی-۹۴۷۰ (به انگلیسی: MK-9470) با فرمول شیمیایی C۲۹H۳۳N۳O۳ یک ترکیب شیمیایی با شناسه پاب‌کم ۱۱۱۶۷۳۴۴ است. که جرم مولی آن ۴۷۱٫۵۹ g/mol می‌باشد.